# Roger Pierre
Pour les articles homonymes, voir Pierre.
Roger Pierre, né le 30 août 1923 à Paris et mort le 23 janvier 2010 au Port-Marly,, est un acteur et humoriste français.
Il est notamment connu pour son duo comique avec Jean-Marc Thibault, duo qui donnera lieu à de nombreux spectacles, plusieurs longs métrages, d'innombrables chansons et des émissions de télévision de Maritie et Gilbert Carpentier comme Les Grands Enfants. Un de leurs sketch les plus célèbres est La Guerre de Sécession. 
Roger Pierre a également co-animé l'émission Incroyable mais vrai ! sur TF1.

## Biographie

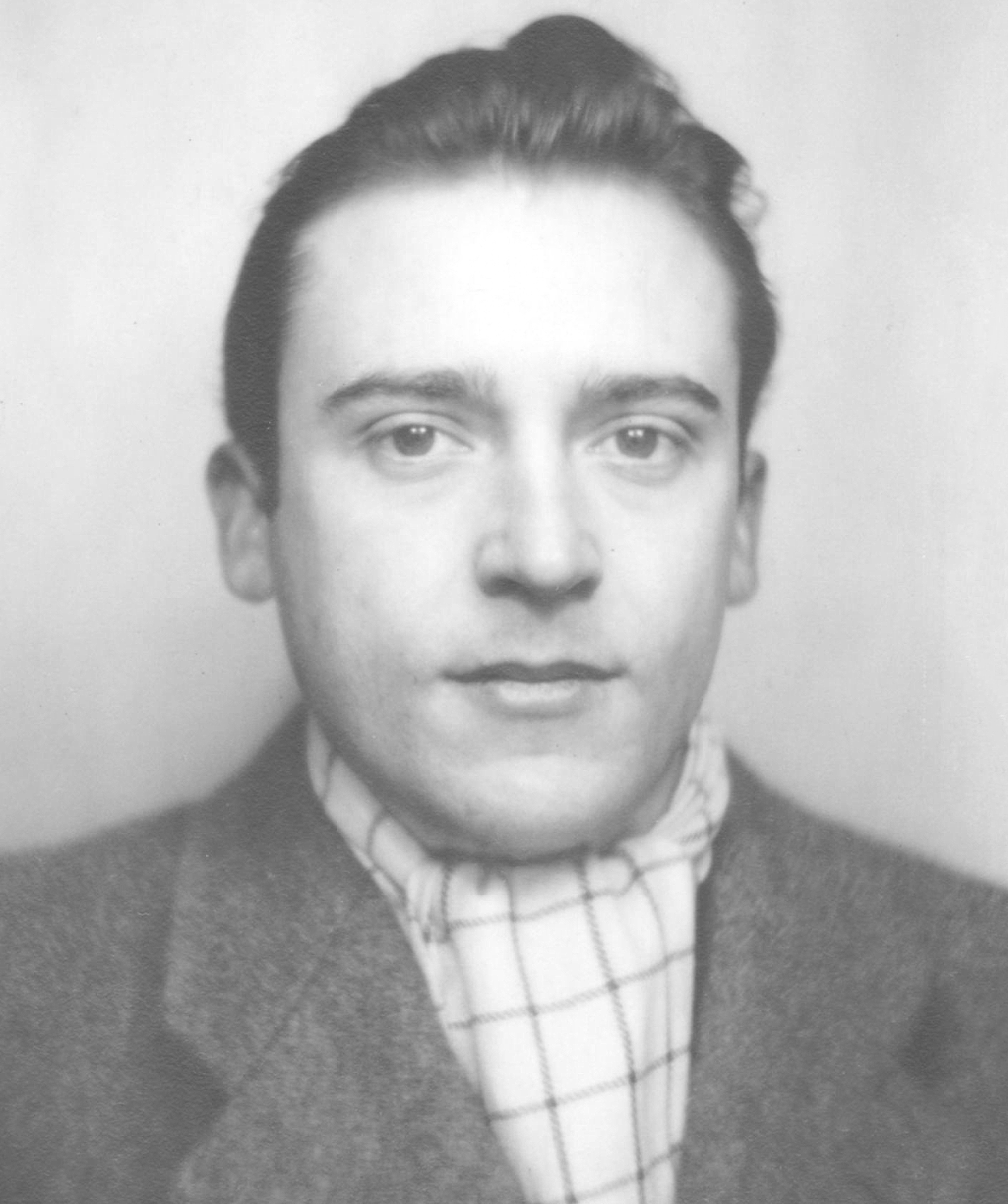
Son ami et comparse de leur célèbre duo, Jean-Marc Thibault en 1948.

En 1947, alors qu’il était annonceur publicitaire à Radio-Luxembourg, il fait la connaissance de Jean-Marc Thibault dont il lit les textes. Ils entament une longue carrière de cabarettistes parisiens, au cours de laquelle ils écrivent environ 3 000 sketchs, mêlant textes, mimes et chansons.
À partir des années 1950, ils apparaissent régulièrement à la télévision en participant à des émissions comme 36 chandelles, présentée par Jean Nohain, et plus tard dans celles produites par Maritie et Gilbert Carpentier.
En 1950, lors d'une tournée canadienne avec Darry Cowl, Roger Pierre coécrit,, avec Bourvil la « Causerie anti-alcoolique » au cours d'une soirée arrosée. Bourvil y incarne le délégué d'une ligue anti-alcoolique venu opposer les vertus de l'eau ferrugineuse aux méfaits de l'alcool. Le comique tient à ce que le vertueux délégué, censé illustrer et défendre la santé et la tempérance, soit lui-même complètement ivre.
En 1976, Roger Pierre et Jean-Marc Thibault se séparent pour faire carrière individuellement. Roger Pierre se consacre alors au théâtre et au cinéma. Dans les années 1980, il participe aux Jeux de 20 heures.
Il est un des plus anciens sociétaires des Grosses Têtes, l'émission culte de RTL animée par Philippe Bouvard qui disait de lui qu'il n'était jamais vulgaire, même en racontant des blagues lestes.
En 2003, il participe activement à l'émission Incroyable mais vrai ! sur TF1, avec Bruno Robles, Jean-Pascal et Sophie Favier. Toujours la même année, à 80 ans, il joue dans L'Ami d'enfance de Maigret, avec Bruno Crémer.
.

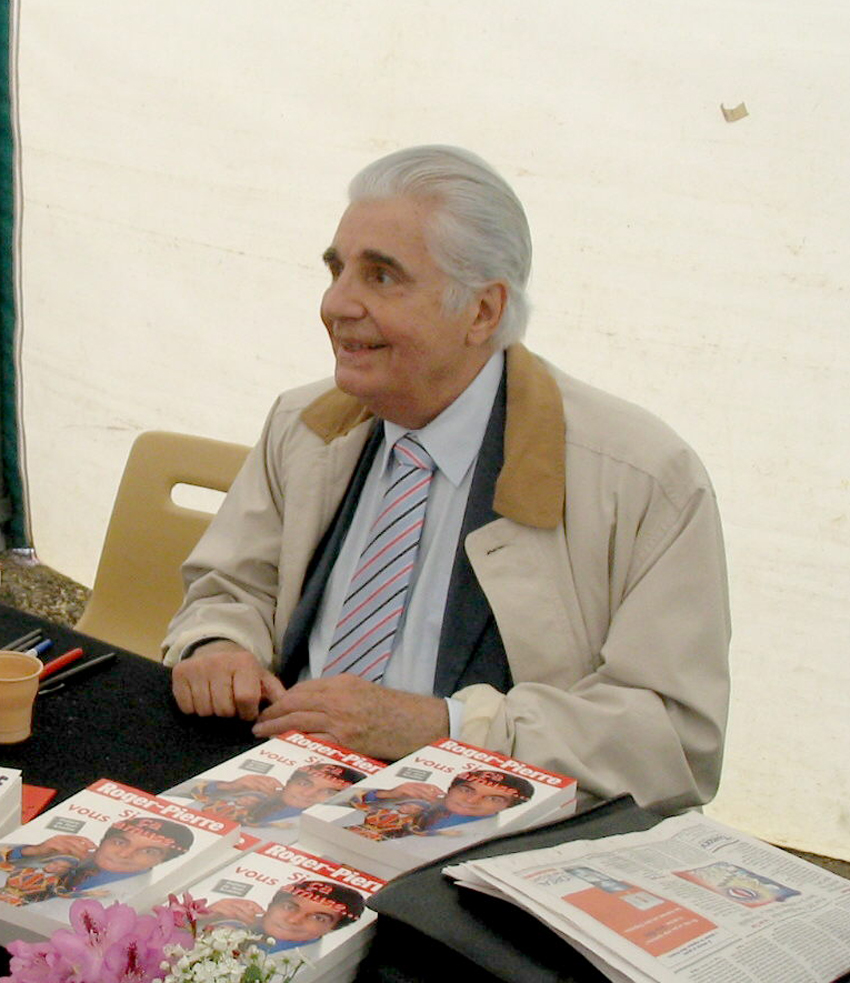
Roger en 2006, au salon du livre de Paris.

Roger Pierre est mort à l'âge de 86 ans des suites d'un cancer. Il a été inhumé le 28 janvier 2010 au cimetière municipal de Saint-Ouen (9e division, caveau de famille Hémet).
Chevalier des Arts et des Lettres, Roger Pierre était membre de la Société des gens de lettres et de l'Académie Alphonse-Allais.

## Anecdote

### La voiture de Columbo
En 1971, les producteurs de la série américaine Columbo demandent à Peter Falk, interprète du lieutenant de police, de se rendre dans une concession automobile pour choisir une voiture qu'il utilisera lors des tournages de la série. Dans un premier temps, malheureusement il ne trouve pas de modèle convenant à l'excentricité de son personnage mais, sur le retour, il tombe par hasard sur la Peugeot 403 personnelle de Roger Pierre, venu passer des vacances aux États-Unis. À sa demande, la production rachète donc ce véhicule — un cabriolet gris de 1959 à capote noire passablement cabossé — et essaye sans succès de s'en procurer d'autres exemplaires auprès de Peugeot, qui n’apprécie pas du tout qu'aux États-Unis, son modèle le plus connu soit présenté dans un état aussi délabré.

## Filmographie

### Cinéma
- 1946 : Le Père tranquille de René Clément : Un maquisard à l'exécution de Jourdan
- 1949 : Je n'aime que toi de Pierre Montazel : Un journaliste
- 1950 : Désordre de Jacques Baratier - court métrage : lui-même
- 1951 : Le Pompon rouge de Claude Lalande - court métrage dont il est également le scénariste -
- 1952 : Le Trou normand de Jean Boyer : Jean Marco, l'imprésario
- 1952 : Belle Mentalité ! d'André Berthomieu : Frédo - Il est également le dialoguiste -
- 1953 : Deux de l'escadrille de Maurice Labro : Lieutenant Chardonneret
- 1953 : Femmes de Paris de Jean Boyer
- 1953 : Le Portrait de son père d'André Berthomieu : Le présentateur - Il est également le dialoguiste -
- 1954 : Une vie de garçon de Jean Boyer : Bernard Chapuis
- 1954 : La Bande à papa de Guy Lefranc - Il est uniquement l'auteur de l'œuvre originale et scénariste -
- 1955 : La Madelon de Jean Boyer : Le caporal Beauguitte
- 1955 : Les deux font la paire d'André Berthomieu - Il est uniquement le dialoguiste -
- 1955 : M'sieur la Caille d'André Pergament : « Pépé la vache »
- 1956 : Paris Canaille de Pierre Gaspard-Huit : Gérard Destremeaux, le gigolo
- 1956 : La vie est belle de Roger Pierre et Jean-Marc Thibault : Roger - Il est également le dialoguiste -
- 1957 : Nous autres à Champignol de Jean Bastia : Un garde - Il est également le scénariste et dialoguiste -
- 1957 : C'est arrivé à 36 chandelles d'Henri Diamant-Berger : Lui-même
- 1958 : Vive les vacances de Jean-Marc Thibault : Roger - Il est également le scénariste et dialoguiste -
- 1958 : Sans famille d'André Michel : Le clown Bib
- 1959 : Les Motards de Jean Laviron : Roger - Il est également scénariste, adaptateur et dialoguiste -
- 1959 : Le Gendarme de Champignol de Jean Bastia : Vittorio, le bandit de la colline aux oiseaux - Il est également le scénariste, adaptateur et dialoguiste -
- 1960 : La Française et l'Amour de Jean Delannoy : le prince charmant, dans le sketch L'Adolescence
- 1960 : Les Tortillards de Jean Bastia : Gérard Durand
- 1960 : Les Héritiers de Jean Laviron : Roger - Il est également le scénariste, adaptateur et dialoguiste -
- 1961 : La Belle Américaine de Robert Dhéry et Pierre Tchernia : Le snob à la cad'
- 1962 : Un cheval pour deux de Jean-Marc Thibault : Maurice - Il est également le scénariste, adaptateur et dialoguiste -
- 1962 : Comment réussir en amour de Michel Boisrond : Marcel
- 1962 : Virginie de Jean Boyer : Pierre
- 1962 : Nous irons à Deauville de Francis Rigaud : un vendeur de la droguerie
- 1962 : Tartarin de Tarascon de Francis Blanche et Raoul André : Le scout #1
- 1964 : Les Durs à cuire de Jack Pinoteau : Germain Lormond - Il est également adaptateur -
- 1964 : Les Gros Bras de Francis Rigaud : Philippe Bareil
- 1965 : Les Baratineurs de Francis Rigaud : Philippe, un aubergiste
- 1965 : Le Désordre à vingt ans de Jacques Baratier - Documentaire où il tient son propre rôle
- 1966 : Les malabars sont au parfum de Guy Lefranc : François
- 1969 : Le Débutant de Daniel Daert : Le scénariste
- 1969 : Faites donc plaisir aux amis de Francis Rigaud : Jean-Louis Brunel
- 1970 : Des vacances en or de Francis Rigaud : Alexandre
- 1974 : En grandes pompes d'André Teisseire : Marcel - Il est également le scénariste, adaptateur et dialoguiste -
- 1974 : Gross Paris de Gilles Grangier : Bernard
- 1976 : Comme sur des roulettes de Nina Companeez : lui-même
- 1980 : Mon oncle d'Amérique d'Alain Resnais : Jean Le Gall
- 1981 : Chambre d'hôtel - « Camera d'albergo » de Mario Monicelli : Tonino Accrocca
- 1983 : Le Braconnier de Dieu de Jean-Pierre Darras : M. Martin
- 1998 : Bingo! de Maurice Illouz : Monsieur Schmitt
- 2005 : Olé ! de Florence Quentin : M. Sonnier
- 2009 : Les Herbes folles d'Alain Resnais : Marcel Schwer
- 2010 : Ô jeunesse de Sylvia Guillet - court métrage : André

### Télévision
- 1962 : La Grande Farandole (série télévisée)
- 1964 : Teuf-teuf (téléfilm)
- 1965 : Embrassons-nous, Folleville ! (téléfilm) : le vicomte de Chatenoy
- 1966 : L'Arroseur arrosé (téléfilm)
- 1967 : Deux Romains en Gaule (téléfilm) : Ticketbus
- 1970 : Deux sur la 2 (série télévisée)
- 1972 : A la manière 2 (téléfilm)
- 1973 : Devine qui est derrière la porte (série télévisée)
- 1973 : Les Maudits Rois fainéants (série télévisée)
- 1976 : Au théâtre ce soir : Le Pirate (téléfilm) : Antoine
- 1976 : Voyez-vous ce que je vois ? (téléfilm) : Robert Turlotte
- 1979 : Le Tour du monde en quatre-vingts jours (téléfilm) : Passepartout
- 1981 : Le Légataire universel (téléfilm) : Crispin
- 1982 : Le Divan (téléfilm) : Albert
- 1982 : Spéciale dernière (téléfilm) : Tony Barnett
- 1986 : Maguy (série télévisée) Connu comme le loulou blanc - il est également scénariste -
- 1988 : L'Appart (série télévisée) : Jacques
- 1989 : Orages d'été (série télévisée) : Fernand Parelli/Eddy Lambert
- 1990 : Euroflics (série télévisée) Alice en enfer
- 1997 : Les Mentons bleus (téléfilm) : Rapétaux
- 1998 : À nous deux la vie (téléfilm) : Jérôme Dupuis
- 2002 : Un paradis pour deux (téléfilm) : le notaire
- 2002 : La Soupière (téléfilm) : Paul Dubard
- 2003 : Maigret (série télévisée) L'ami d'enfance de Maigret : Léon Florentin

## Théâtre
- 1952 : Le Sire de Vergy de Robert de Flers, Gaston Arman de Caillavet, mise en scène Jean-Pierre Grenier, théâtre La Bruyère
- 1959 : La Revue de l'Alhambra de Paris de Roger Pierre et Jean-Marc Thibault, chorégraphie Don Lurio, musique Claude Stiermans, théâtre des Célestins
- 1963 : Mary, Mary de Jean Kerr, mise en scène Jacques-Henri Duval, théâtre Antoine
- 1965 : Deux anges sont venus de Roger Pierre et Jean-Marc Thibault d'après Albert Husson, mise en scène Pierre Mondy, théâtre de Paris
- 1966 : Le Festival du rire de Roger Pierre et Jean-Marc Thibault, théâtre des Célestins
- 1967 : Qui est cette femme ? de Norman Krasna, mise en scène Jacques Fabbri, théâtre de la Porte-Saint-Martin
- 1972 : Santé publique de Peter Nichols, mise en scène Jean Mercure, théâtre de la Ville
- 1976 : Voyez-vous ce que je vois ? de Ray Cooney et John Chapman, mise en scène Jean Le Poulain, théâtre de la Michodière
- 1980 : Le Légataire universel de Jean-François Regnard
- 1981 : Le Divan de Remo Forlani, mise en scène Max Douy, théâtre La Bruyère
- 1984 : Nos Premiers Adieux de Roger Pierre et Jean-Marc Thibault, mise en scène Michel Fresnay, théâtre Antoine
- 1985 : Nos Premiers Adieux de Roger Pierre et Jean-Marc Thibault, théâtre des Célestins
- 1986 : Gog et Magog de Roger McDougall et Ted Allan, mise en scène René Clermont, tournée Galas Karsenty-Herbert
- 1987 : Monsieur Masure de Claude Magnier, mise en scène Michel Roux, théâtre Daunou
- 1988 : La Présidente de Maurice Hennequin et Pierre Veber, mise en scène Pierre Mondy, théâtre des Variétés
- 1991 : À vos souhaits de Pierre Chesnot, mise en scène Francis Joffo, théâtre Antoine
- 1994 : La Nuit à Barbizon de Julien Vartet, mise en scène Gérard Savoisien, théâtre Édouard-VII
- 1998 : 1 table pour 6 d'Alan Ayckbourn, mise en scène Alain Sachs, tournée
- 1998 : Feu la mère de Madame de Georges Feydeau
- 2001 : La Soupière de Robert Lamoureux, mise en scène Francis Joffo, théâtre Comedia

## Discographie
(décembre 2017).

### Roger Pierre
- 1951 : Bourvil : Causerie Anti-Alcoolique - Sketch écrit par Roger Pierre et Bourvil
- 1956 : Roger Pierre Interviouve Jean Richard : Jean Richard Reporter / Jean Richard Footballer / Jean Richard Cuisinier / Jean Richard Chef De Gare - Sketches écrits par Roger Pierre
- 1957 : Jean Richard : Bonjour Jean Richard / Causerie sur le rapport Kinsey / Le canale l'est fermé / Péril jaune dragon noir / L'alcool tue (Roger Pierre, Jean Richard) / Le magasin de chaussures - Sketches écrits par Roger Pierre (sauf mention ci-dessus) - Enregistrement public à l'Amiral
- 1957 : Gaby Verlor : Tu n'as pas (Roger Pierre - Roby Davis)
- 1958 : Jean Richard : Mesdames A Vos Fourneaux : La Confiture de géranium / Le Bol d'air / Le Courrier des auditrices / Le Pâté pâteux / L'Escalope d'antilope / La Galantine d'élephantine - Sketches écrits par Roger Pierre
- 1975 : Show Sylvie Vartan : Carlos - Roger Pierre : Lorsque Je Pars En Permission, Sylvie Vartan - Carlos - Roger Pierre : Lorsque l'on est ouvrière / Polka Des Interdictions / Final Des Interdictions
- 1976 : La chanson de Tom et Jerry / Mon chien-chien (Roger Pierre et Claude Stieremans)
- 1977 : Roger Pierre et Geneviève Fontanel : Z’êtes Belge vous ? / Z’êtes Belge vous ? (version instrumentale) (Roger Pierre et Michel Héron)
- 1977 : Roger Pierre raconte aux enfants 50 histoires drôles : Préparez-vous les enfants / L'Américou ? / Préparez-vous les enfants / La Belle Josette / Menuet pour Jeanne / Hello Jeannette / Ticket gratuit / Congo-hou / Le Casse dents / Le Miroir qui dort / Fais dodo miroir / Les Ponponges / Otez te ! / Jojo poil / La Panse du ventre / Tricot caniche / Mon chien-chien / Choco-Lucette / Préparez-vous les enfants / Pépé Nougat / Préparez-vous les enfants / Bouge les bougies / Menuet pour Jeanne / Choco-sens / Menuet pour Jeanne / Généracasse / Parapepin / Préparez-vous les enfants / Bebe Speak / Fais dodo miroir / Porc bouton / Louez les Louis / Ca ira / Cotovigne / Mon 23è / Monopolygame / Les Cris cris cris / Glace bâton / Deux vélos rouges / Dent dure / Préparez-vous les enfants / En piste les enfants / Petit cumulo nimbus / Nuage nunuche / Tigre puce / Port mistral / En piste les enfants / Cosmo-patate / Soutien-rien / Mot grossier / Papilunette / Tou tu-tute / Lion marcheur / Vent ventards / Cerpentou / La Panse du ventre / Pekin Marius / Mamanpala / Moineau cousin / Japonais absent / Japano / Japonais absent / Torsepieds / En piste les enfants - Textes de Roger Pierre - Musiques de Claude Stieremans
- 1977 : Gros Ours Grognon : raconté par Roger Pierre, avec Gérard Surugue, Jacqueline Pellisson, Maurice Travail. Chanson : Gros Ours Grognon
- 1977 : Poussy, Sacaplis Le Petit Elephant : raconté par Roger Pierre, avec Gérard Surugue, Maurice Travail. Chanson : Chanson De Sacaplis
- 1977 : Les Aventures De Jéfin Le Lion : raconté par Roger Pierre, avec Gérard Surugue, Jacqueline Pellisson, Maurice Travail. Chanson : Chanson de Jéfin Le Lion
- 1978 : On est la France / On est la France (version orchestrale)
- 1978 : Les Castors Juniors Font Du Sport / Les Dessins Z'Animés (Roger Pierre et Claude Stieremans)
- 1978 : En Avant… Les Castors Juniors ! : Les Castors Juniors Détectives « On A Perdu Le Cent Unième Dalmatien », Les Castors Juniors Toujours Prêts « Un Trésor Bien Caché », Les Castors Juniors font du sport : raconté par Roger Pierre, avec Linette Lemercier, Colette Ripert, Jane Val, Jacques Provins et Gérard Surugue. Chanson : Les Castors Juniors font du sport : Chanté par Roger Pierre
- 1978 : Les 3 petits cochons rencontrent les 7 nains : raconté par Roger Pierre, avec Linette Lemercier, Colette Ripert, Jane Val, Jacques Provins et Gérard Surugue. Chansons : Sifflez en travaillant / Heigh ho, heigh ho / Un sourire en chantant / Qui craint le grand méchant loup ?
- 1978 : Tom et Jerry - Un Chat Qui Dort… Dîne ! : Adapté et raconté par Roger Pierre. La Chanson de Tom et Jerry : Chanté par Roger Pierre
- 1978 : Tom et Jerry - Tom Chat Policier contre Super Jerry : Adapté et raconté par Roger Pierre. La Chanson de Tom et Jerry : Chantée par Roger Pierre
- 1980 : Roger Pierre chante et raconte : Monologues (Roger Pierre) : Ma moto à moi / Le guitariste en retard / Ma padre / Clovis poète / Monsieur Mozart / Par ici M'ssieurs dames / Le vélo à Nono. Chansons : À Joinville-le-Pont (Roger Pierre et Étienne Lorin) / Nono va à vélo (Roger Pierre, Pierre Saka et Yvon Alain) / Ah ! Les Hoffmann's girls / Refrain des chevaux de bois / Le Sheik / Pouet ! Pouet ! / Ain't she sweet ?
- 1982 : J’vais à Chatou / (chanté par Mathé Altéry)
- 1983 : S’il vous plaît / S’il vous plaît (instrumental)
- 1992 : Si, si, si, la vie est belle : Si, si, si, la vie est belle (Gilbert Bécaud, Roger Pierre, Jean-Marc Thibault) / Crakos / A Joinville-le-Pont (Roger Pierre, Étienne Lorin) / Ma Padre / A Ozoir-la-Ferrière (Roger Pierre, Claude Stieremans) / Monsieur Mozart / Rendez-vous au Pam Pam ( Roger Pierre, Jacques Mareuil, Florence Véran) / Un chien vous parle / Nono va à vélo (Roger Pierre, Pierre Saka, Yvon Alain) / L'acteur spécial / Le coutelier noir / Un chat vous parle / Elle pique, pique, pique à la mécanique / Le guitariste en retard / Le dancing thé / Le tabou / King Crazy le roi du rire - Sketches de Roger Pierre - Chansons : voir mentions ci-dessus
- 1996 : Les Enfants du futur - l'extraordinaire odyssée : une fable musicale d'Alan Simon. Avec : Jean Reno (Hermès), Murray Head (Le phénix), Mathilda May (Le sphinx), Ludwig Briand (Maxence), Lucrèce Pocquet (Clémentine), Michel Aumont (Mandragore), Albert Dupontel (Papoo), Popeck (Cerbère), Macha Méril (Cassiopée), Danièle Évenou (La pensée), Yves Pignot (Phébus), Roger Pierre (Kosmetic), Julie Ravix (La muse), Michaël Vander-Meiren (Spoutnik). Chanteurs : Nilda Fernández, Carole Fredericks, Gabriel Yacoub, Alan Simon, Murray Head, Mathilda May, Roger Pierre

### Roger Pierre avec Jean-Marc Thibault
- 1955 : 1 : Série Noire (Florence Véran, Roger Pierre) / A Joinville-Le-Pont (Etienne Lorin, Roger Pierre) / Surprise-Partie Chez Lily (Jacques Pruvost, Roger Pierre, Jean-Marc Thibault) / Rendez-Vous Au Pam-Pam (Florence Véran, Jacques Mareuil, Roger Pierre)
- 1955 : 2 : Peintures et dessins (Roger Pierre) / Conférence anatomique (Roger Pierre) / La rencontre du zéro et de l’infini (Roger Pierre)
- 1955 : 3 : Le roi s’ennuie (Roger Pierre) / Par ici m’ssieurs-dames (Roger Pierre)
- 1955 : 4 : Le héros et le bambino (Roger Pierre) / Langage pour chien (Roger Pierre) / Cyrano à la Peter Cheney (Roger Pierre)
- 1956 : Du film « La vie est belle » : Le plaisir de la vaisselle (Loulou Gasté, Roger Pierre, Jean-Marc Thibault) / La chanson swing (Jean-Pierre Mottier, Roger Pierre) / Si, si, si, la vie est belle (Gilbert Bécaud, Roger Pierre, Jean-Marc Thibault) / + Le cuirassier de Reichshoffen (Rock’n Roll) (Roby Davis, Claude Stieremans, Roger Pierre)
- 1956 : A L'Olympia : Si, Si, Si La Vie Est Belle (Gilbert Bécaud, Roger Pierre, Jean-Marc Thibault) / La Guerre En Dentelles (Roger Pierre) / Cyrano A La Peter Cheney (Nouvelle Version) (Roger Pierre) / La Chanson Swing (Jean-Pierre Mottier, Roger Pierre) / Les Deux Scouts (Roger Pierre) / Le Cuirassier De Reichshoffen (Roby Davis, Claude Stieremans, Roger Pierre)
- 1956 : Club vol.1 : Tout p’tit peu (Roger Pierre) / Nord-sud (Roger Pierre, Jean-Marc Thibault) / Les p’tites danseuses (Roger Pierre) / Les mauvais (Roger Pierre, Jean-Marc Thibault) / À Joinville-le-Pont (Etienne Lorin, Roger Pierre)
- 1956 : 25 Cm d'humour : Langage Pour Chien / Le Héros Et Le Bambino / Cyrano à la Peter Cheney / Cyrano à la Pagnol / Camille, T'es Un Cochon (Jean-Marc Thibault) / Snobisme (Jean-Marc Thibault) / Le Poème Mérovingien / Un Couturier Vous Parle / Le Poète Jules Gréco / La Sentinelle 1914 - Sketches de Roger Pierre (sauf mentions ci-dessus). Enregistré au cabaret l'Amiral.
- 1957 : 5 : Si Napoléon Rencontrait Bonaparte / Le Cercle Vicieux - Sketches de Roger Pierre
- 1957 : 33 P'tits Tours Et Puis S'en Vont... : Si Napoléon Rencontrait Bonaparte / Conférence Anatomique / La Rencontre Du Zéro Et De L'infini / Peintures Et Dessins / Par Ici M'ssieurs Dames / Le Cercle Vicieux / Le Roi S'ennuie - Sketches de Roger Pierre
- 1957 : Club vol.2 : Dans les fossés de Vincennes / Langage pour chien (nouvelle version) (Roger Pierre) / La synchro (Jean-Marc Thibault) / Les jolis bouchers (Roger Pierre, Jean-Marc Thibault) / Casserole sérénade (René Denoncin, Jack Ledru, Roger Pierre, Jean-Marc Thibault)
- 1957 : Six sketches en 16 tours : Cyrano à la Pagnol (Roger Pierre) / Langage pour chien (Roger Pierre) / La sentinelle 1914 (Roger Pierre) / Camille, t’es un cochon (Jean-Marc Thibault) / Nord-Sud (Roger Pierre - Jean-Marc Thibault) / La synchro (Jean-Marc Thibault)
- 1957 : Nos Meilleurs Sketches : Cyrano à la Peter Cheney / Les Deux Scouts / Nord-Sud (Roger Pierre - Jean-Marc Thibault) / Langage Pour Chien / Si Napoléon rencontrait Bonaparte / Un Couturier Vous Parle / Le Poète Jules Greco / Cyrano à la Pagnol / La Sentinelle 1914 - Sketches de Roger Pierre (sauf mention ci-dessus)
- 1957 : Classiques de l’humour vol. 1 - Alphonse Allais dit par Roger Pierre et Jean-Marc Thibault : Pour en avoir le cœur net / Les Templiers / Un moyen comme un autre / Une invention / La nuit blanche d'un hussard rouge / Le veau / Allumons la bacchante - Textes d'Alphonse Allais
- 1958 : A L'Alhambra : Les Rossignols Du Centre (Roger Pierre, Jean-Marc Thibault) / Rééducation Nationale (Roger Pierre) / Au nom de Zeus (Roger Pierre)
- 1958 : Le guitariste (Jean-Marc Thibault) / L'homme de main (Claude Stieremans, Roger Pierre) / Mele match (Roger Pierre, Jean-Marc Thibault) / Comme un vol de gerfaut (poème) - Enregistré au théâtre municipal de Fontainebleau
- 1958 : Cavalcade (chansons 1900-1920) : Le couteau / Elle était souriante / Valse brune / En revenant de la revue / Le trompette en bois / La femme aux bijoux / La pocharde / Le long du Missouri
- 1958 : Roger Pierre & Jean-Marc Thibault Chantent : Tim (du film Sans famille) (Roger Pierre, Jean-Marc Thibault, Paul Misraki) / Ozoir-la-Ferrière (Roger Pierre, Claude Stieremans) / Il Est Fou (du film « Vivent les vacances ») (Jean-Marc Thibault, Roland Lucchesi) / Augustine (Jean-Marc Thibault, Claude Stieremans)
- 1958 : Roger Pierre & Jean-Marc Thibault… À La Caserne : Le tram / Marche des zouaves
- 1958 : Dansez le charleston… Avec Roger Pierre & Jean-Marc Thibault : Ce charleston / Ain’t she sweet? / Yes, sir, that’s my baby / Pour danser le charleston
- 1959 : À la Bastille / C’est parti mon kiki / La romance de Chéri-Bibi / Moi je ris
- 1960 : Votre double chance! : Pour qui sonne Legal : microsillon publicitaire
- 1961 : Aragon et Castille / L’accordéon du grand-père / Le tango du garçon / Que, que, que, hay
- 1961 : Bande Originale du Film « 1 cheval pour 2 » : Orchestre d'André Astier : La marche en canard - Orchestre de Claude Stieremans : Bagarre / Exécution / Berlingot - Far West
- 1962 : Cavalcade de succès militaires : Le père la victoire / La soupe et l'bœuf / Tout le long de la Tamise / La Madelon / Tu le r'verras Paname / Vive le pinard / Over there / La Madelon de la victoire
- 1962 : La Foire aux Cancres : La Classe de Monsieur Aubuchet / La Classe de Monsieur Lesseq
- 1962 : Les Plumes Rouges, une comédie musicale à grand spectacle en 2 actes et 20 tableaux : Roger Pierre : Gloria / I Love You / Vivre A La Française - Jean-Marc Thibault : La Police Est Partout - Roger Pierre & Jean-Marc Thibault : Les Auvergnats De Paris / La Marche Du Saucisson - Sophie Daumier : Moi J'avais Rêvé / Je T'attendrai Comme La Lionne - Claudine Coster : Des Fleurs D'un Inconnu / Valse - Claudine Coster & Sophie Daumier : Comme Les Oiseaux - Les Karting Bros : Bath. Livret : Jacqueline Cartier, Jean-Marc Thibault, Roger Pierre. Musique et direction d'orchestre : Claude Stieremans. Mise en scène : Jean-Marc Thibault. Enregistré à l'Alhambra.
- 1963 : Salut les petits copains : Trois jeunes tambours / Aux îles vent debout / Le général dort debout / L'école est finie / Tim (Roger Pierre, Jean-Marc Thibault, Paul Misraki) / Papa n'a pas voulu / La révolte des joujoux / Petit Gonzalès
- 1963 : Quand Un Skieur… /	Deux Zero Sept / Le Télévisiteur Du Soir / Qui A Peur De Rodrigue ? / L'Idole Et Le Musicien / L'Homme De Main (Roger Pierre, Claude Stieremans) - Sketches de Roger Pierre et Jean-Marc Thibault (sauf mention ci-dessus) - Enregistré en public
- 1963 : Le Temps Des Zazous : Elle Était Swing / Je Suis Swing / Mademoiselle Swing / Y A Des Zazous
- 1964 : À Joinville-le-Pont (Roger Pierre, Étienne Lorin) / Surprise-partie chez Lili (Jean-Marc Thibault, Roger Pierre, Jacques Pruvost) / Si, si, si, la vie est belle (Gilbert Bécaud, Roger Pierre, Jean-Marc Thibault) / Ozoir-la-Ferrière (Roger Pierre, Claude Stieremans)
- 1965 : Deux anges sont venus : Comédie musicale de Roger Pierre et Jean-Marc Thibault d'après La Cuisine des anges d'Albert Husson. Musique de Georges Garvarentz
- 1967 : Les majorettes (Claude Stieremans, Roger Pierre, Jean-Marc Thibault) / Y’a toujours un toquard à l’arrivée / Encore un carreau (Claude Stieremans, Roger Pierre, Jean-Marc Thibault) / Mon chien-chien (Claude Stieremans, Roger Pierre)
- 1968 : 3 sketches de H. Poterie interprétés par Roger Pierre et Jean-Marc Thibault : microsillon publicitaire
- 1968 : Un caniche vous parle (Roger Pierre, Jean-Marc Thibault) / Les culturels (Roger Pierre, Jean-Marc Thibault)
- 1968 : Les nouvelles aventures de Roger Pierre et Jean-Marc Thibault - Un caniche vous parle : Un caniche vous parle (Roger Pierre, Jean-Marc Thibault) / Mon beau sabot (Roger Pierre, Jean-Marc Thibault) / Les culturels (Roger Pierre, Jean-Marc Thibault) / Version espagnole (Roger Pierre) / Les moules perlières / Le pétomane (Roger Pierre) / Les mauvais (Roger Pierre, Jean-Marc Thibault)
- 1969 : On veut s'fendre la poire (Claude Bolling, Jean-Marc Thibault, Roger Pierre) / Le train ne siffle pas 3 fois / Ta bouche bébé t'auras une frite / Boof… !!!
- 1970 : bande sonore originale du film Des vacances en or : Les souris : Des vacances en or (Bernard Gérard, Jean-Marc Thibault, Roger Pierre) / Bernard Gérard : Le Crocodile Porte-Clé
- 1971 : Le Flan des cornéliens (extrait de 2 sur la 2)
- 1972 : Les baisers les plus longs / Ah ! Lea
- 1972 : Entre la poire et le fromage / La seconde chèvre de Monsieur Séguin
- 1973 : Les maudits rois fainéants : Textes de Roger Pierre et Jean-Marc Thibault - Musique et direction d'orchestre : Pierre Porte - Avec : Roger Pierre, Jean-Marc Thibault, Sophie Agacinski, Laurence Badie, Evelyne Dassas, Esther Horen, Francis Roussef, Jean-Michel Mole, Robert Rollis, André Chaumeau, Jean Rougerie, Jean-Pierre Rampal
- 1984 : Cyrano à la Peter Cheney (Roger Pierre) / Les deux scouts (Roger Pierre) / Qui a peur de Rodrigue ? (Roger Pierre, Jean-Marc Thibault) / Quand un skieur… (Roger Pierre, Jean-Marc Thibault) / Deux zéro Sept (Roger Pierre, Jean-Marc Thibault) / Langage Pour Chien (Roger Pierre) / Nord-Sud (Roger Pierre, Jean-Marc Thibault) / Les Mauvais (Roger Pierre, Jean-Marc Thibault) / Les Bouchers (Roger Pierre, Jean-Marc Thibault) / A Joinville-Le-Pont (Etienne Lorin, Roger Pierre) / Si Si Si la vie est belle (Gilbert Bécaud, Roger Pierre, Jean-Marc Thibault) / Le Héros Et Le Bambino (Roger Pierre) / Snobisme (Jean-Marc Thibault) / Le Poème Mérovingien (Roger Pierre) / Camille T'es Un Cochon (Jean-Marc Thibault) / Cyrano à la Pagnol (Roger Pierre) / En Revenant De La Revue - Compilation de sketches enregistrés en public entre 1954 et 1966
- 1984 : Nos Premiers Sketches : La Guerre En Dentelles (Roger Pierre) / Cyrano à la Peter Cheney (Roger Pierre) / La Chanson Swing (Jean-Pierre Mottier, Roger Pierre) / Nord-Sud (Roger Pierre, Jean-Marc Thibault) / Les Deux Scouts (Roger Pierre) / Langage Pour Chien (Roger Pierre) / Poème (Comme Un Vol De Gerfaut) / Quand Un Skieur… (Roger Pierre, Jean-Marc Thibault / Qui A Peur De Rodrigue ? (Roger Pierre, Jean-Marc Thibault) / L'idole Et Le Musicien (Roger Pierre, Jean-Marc Thibault) / L'homme De Main (Roger Pierre, Claude Stieremans) / Le Télévisiteur du soir (Roger Pierre, Jean-Marc Thibault) / Si Napoléon Rencontrait Bonaparte (Roger Pierre) / Un Couturier Vous Parle (Roger Pierre) / Cyrano à la Pagnol (Roger Pierre) / Elle Était Souriante / La Valse Brune / Le Trompette En Bois / La Femme Aux Bijoux / Le Long Du Missouri / En Revenant De La Revue / À Joinville-Le-Pont (Roger Pierre, Étienne Lorin) / C'est Parti Mon Kiki / Surprise-Party Chez Lily (Jacques Pruvost, Roger Pierre, Jean-Marc Thibault) / Ozoir-la-Ferrière (Roger Pierre, Claude Stieremans) / Aragon Et Castille / Si, Si, Si, La Vie Est Belle (Gilbert Bécaud, Roger Pierre, Jean-Marc Thibault) - Compilation de sketches enregistrés en public et de chansons enregistrées en studio entre 1954 et 1966
- 1990 : Le Caniche / Nord-Sud - Sketches de Roger Pierre et Jean-Marc Thibault - Enregistrement public à l'Olympia en octobre 1990
- 1990 : Les Années Rire De Roger Pierre Et Jean-Marc Thibault : Le Caniche (Roger Pierre, Jean-Marc Thibault) / Cyrano de Bergerac (Roger Pierre) / Les Jolis Bouchers (Roger Pierre, Jean-Marc Thibault) / Les Moules Perlières / Le Guitariste Et L'Idole (Roger Pierre, Jean-Marc Thibault) / La Rencontre Du Zéro Et De L'Infini (Roger Pierre) / Les Deux Baigneurs (Roger Pierre, Jean-Marc Thibault) / Les Skieurs (Roger Pierre, Jean-Marc Thibault) / Quelle Autorité (Roger Pierre, Jean-Marc Thibault) / La Guerre En Dentelles (Roger Pierre) / Nord-Sud (Roger Pierre, Jean-Marc Thibault) - Enregistrement public à l'Olympia en octobre 1990
- 2010 : Nos Premiers Sketches : Un Tout P'tit Peu / Nord-Sud / Les P'tites Danseuses / Les Mauvais / A Joinville-Le-Pont / Par Ici M'ssieurs-Dames / Le Roi S'Ennuie / Langage Pour Chien / Le Héros Et Le Bambino / Cyrano A La Peter Cheney / Cyrano A La Marcel Pagnol / Camille, T'Es Un Cochon / Snobisme / Le Poème mérovingien / Un Couturier Vous Parle / Le Poète Jules Greco / La Sentinelle 1914
- 2011 : Les Grands Humoristes : Langage Pour Chien / Le Héros Et Le Bambino / Cyrano à la Peter Cheney / Cyrano à la Pagnol / Camille, T'es Un Cochon / Snobisme / Le Poème Mérovingien / Un Couturier Vous Parle / Le Poète Jules Gréco / La Sentinelle 1914
- 2014 : Chansons Vécues : Le couteau / Elle était souriante / La valse brune / En revenant de la revue / Le trompette en bois / La femme aux bijoux / La pocharde (Viens Maman) / Le long du Missouri / Le Père « La Victoire » / La soupe et le bœuf / Tout le long de la Tamise / La Madelon / Tu le r'verras Paname / Vive le pinard / Over There / La Madelon de la Victoire / Aux îles vent debout / Le général dort debout / Trois jeunes tambours / A la Bastille / Papa n'a pas voulu / La révolte des joujoux / Surprise Party chez Lily / Un rendez-vous au Pam-Pam / Série noire / Si, si, si la vie est belle / Ce charleston / Ain't She Sweet ? / Yes Sir, That's My Baby / Pour danser le charleston / À Ozoir-la-Ferrière / Tim / Il est fou (Vive les vacances) / Augustine / C'est parti mon kiki / La romance de Chéri-Bibi / Moi je ris / Le tango au garçon / Que Que Que Hay / L'accordéon de grand-père / Aragon et Castille / À Joinville-le-Pont / Petit Gonzalès

## Radio
- 1946 sur la chaîne nationale & 1953 : Les Trois Mousquetaires d'après Alexandre Dumas avec également Jean-Marc Thibault, Jean Richard & Robert Lamoureux

## Distinctions
- Chevalier de l'ordre des Arts et des Lettres